# Okrogla trdnjava Mardakan
Okrogla trdnjava Mardakan ali mali grad Mardakan (azerbajdžansko Dairəvi Mərdəkan qalası ali azerbajdžansko Kiçik Mərdəkan qəsri) je zgodovinski in arhitekturni spomenik v naselju Mardakan v okrožju Kazar v Bakuju. Z odlokom kabineta ministrov Azerbajdžanske republike je bil uvrščen na seznam zgodovinskih in kulturnih spomenikov svetovnega pomena. Leta 2001 je bil skupaj z drugimi obalnimi obrambnimi objekti Kaspijskega jezera uvrščen na poskusni seznam Unescove svetovne dediščine.
Napis (kitabe) na grajskem donžonu pravi, da ga je leta 1232 zgradil arhitekt Abdulmajid ibn Masud po naročilu Širvanšaha Fariburza III.

## Zgodovina
Okrogli grad Mardakan je bil del trdnjavskega kompleksa, ki je nekoč obstajal na tem ozemlju in ki do danes ni preživel. Napis (kitabe) na grajskem donžonu pravi, da je bil zgrajen leta 1232.

## Arhitekturne značilnosti
Okrogli grad Mardakan, ki ima arhitekturno zasnovo, značilno za mesta Bližnje in Srednje Azije 12.–15. stoletja, je sestavljen iz osrednjega stolpa, obdanega z močnimi 7 metrov visokimi zidovi, ki jih ob straneh podpirajo slepi stolpi. Dolžina obzidja trdnjave na vseh straneh je 25 metrov. Na vogalih obzidja trdnjave so vrzeli.
Pri gradnji gradu so uporabljali apneno malto in lokalni apnenec. Okrogli grad Mardakan na načrtu je sestavljen iz osrednjega stolpa, obdanega z močnimi zidovi, visokimi 7 metrov, ki jih podpirajo slepi stolpi na straneh. Premer stolpa je 7,6 m, debelina sten v spodnji etaži je 2 m. V notranjosti je stolp razdeljen na tri nivoje, pokrite s kamnitimi ravnimi kupolami. V debelini stene tretjega nadstropja je manjša sanitarna niša z odtokom izpeljanim na zunanjo stran.
Osrednji stolp gradu je dobro prepoznaven po valjastem volumnu, ki se je nekoč očitno zaključil z mogočnim obzidjem, ki temelji na ohranjenih kamnitih konzolah.
V notranjosti je stolp razdeljen na tri nivoje, pokrite z ravnimi kamnitimi kupolami. V središču kupol so okrogle luknje. 
Vhod v stolp je v pritličju. To za obrambo neugodno okoliščino kompenzira zelo visok vhod v drugo nadstropje na višini več kot tri metre od prvega nadstropja. Tako so napadalci, ki so vdrli v prvo nadstropje stolpa, imeli novo težavo pri dostopu do drugega nadstropja, hkrati pa so nanje streljali skozi luknjo v kupoli.
V stenah prvega nadstropja ni drugih odprtin, razen vrat in odprtine v drugo nadstropje. V drugem in tretjem nadstropju so vrzeli, ki segajo na zunanjo ravnino sten stolpa z ozkimi režami, z močnim širjenjem njihovih svetlih pobočij v stolp. Vrzeli so očitno služile predvsem za razsvetljavo, saj so bile v bistvu okna. V debelini stene tretje etaže je manjša sanitarna niša z izpeljanim odtokom.
Zgornja ploščad stolpa je bila obrambna, zato sta bili samo drugo in tretje nadstropje stanovanjski. Njihova skupna površina je približno 32 kvadratnih metrov. Arhitekt-raziskovalec L. G. Mamikonov meni, da ta nepomembna površina kaže bodisi na majhno družinsko strukturo in omejena sredstva lastnika stolpa bodisi na to, da stolp ni služil kot stalno prebivališče, temveč le zatočišče med obleganjem. Omejeno število vrzeli in njihova zasnova kaže, da je bila glavna obramba stolpa še vedno skoncentrirana na njegovi zgornji ploščadi.
Nosilci so oblikovani kot figuraste konzole. Najnižja polica rahlo štrli iz površine sten; njena sprednja ploskev je okrašena z geometričnim izrezljanim ornamentom. Zgoraj je boja, ki podpira kronski del venca, ki je nosil trenutno uničen parapet.
Konzole gradu Mardakan so pogosto nameščene, kar kaže na veliko obremenitev in posledično na visok parapet, verjetno okronan z obzidjem, za katerim bi branilci lahko streljali na sovražnika na obrobju stolpa. Mašikule so bile uporabljene za premagovanje napadalcev neposredno ob vznožju obzidja. V reže med nosilci so branilci gradu metali kamenje, polivali oblegovalce z vrelim katranom itd.